# Colegiata de Santa María la Mayor

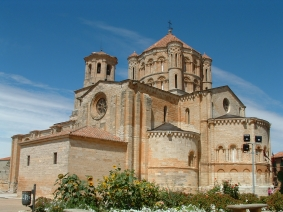
Vista da colegiata tomada de uma praça adjacente

A Colegiata de Santa María la Mayor é um templo religioso espanhol localizado na cidade de Toro, na província de Zamora.
A inspiração para a construção desta igreja foi a  Catedral de Zamora, que por sua vez foi inspirada na Catedral de Salamanca. Começou a ser construída no século XII, sendo uma das construções mais características do românico em sua fase de transição. Esta colegiata faz parte do conjunto conhecido como "as cúpulas do Douro". 
Foi construída em duas etapas: a primeira, em que foram realizadas as portas laterais, os muros e os contornos; e a segunda, em que se realizou o teto e um domo com torres adosadas. O primeiro encarregado da construção utilizou pedra calcária para erguer o prédio, com técnicas muito vanguardistas para a época. O segundo encarregado, utilizou materiais estilisticamente mais antigos como material base, como pedra arenosa em tonalidades avermehadas.
Atualmente, esta edificação se encontra em um estado de conservação mais que louvável. Num primeiro momento foi protegida pelo decreto de 22 de abril de 1949, e mais tarde pela lei 16/1985 do patrimônio histórico espanhol.